# Université de Houston
L'université de Houston est une université américaine située dans la ville de Houston, au Texas, aux États-Unis. Elle a été fondée en 1927, et compte plus de 36 000 élèves en cycles undergraduate et postgraduate avec un campus de 2,3 km2. En sports, ses couleurs sont défendues par les Cougars de Houston.

## Historique
L'université de Houston a ouvert le 7 mars 1927 par le conseil de l'éducation qui a adopté à l'unanimité une résolution qui a autorisé la création et l'exploitation d'un collège junior.
La première session a commencé le 7 mars 1927, avec un effectif d'élèves de 232 et 12 professeurs. Cette session a été principalement organisée pour sensibiliser les futurs enseignants du collège junior, et aucun étudiants de première année ont été autorisés à s'inscrire. L'ouverture officielle est le 19 septembre 1927, lorsque les inscriptions ont été ouvertes à toutes les personnes ayant complété les exigences scolaires nécessaires. Le premier président du CSM était Edison Ellsworth Oberholtzer.

## Facultés
- Administration des affaires

## Personnalités liées à l'université

### Professeurs
- Claudia Rankine
- Jules Vern

### Étudiants
- Diaka Camara
- Averie Swanson
- Zakya Kafafi